# Гулян, Ашот Владимирович
Ашо́т Влади́мирович Гуля́н (арм. Աշոտ Վլադիմիրի Ղուլյան; род. 19 августа 1965, с. Хндзристан, Аскеранский район, НКАО, Азербайджанская ССР) — политический и государственный деятель непризнанной Нагорно-Карабахской Республики (НКР). Председатель Национального собрания НКР (1 июля 2005 — 21 мая 2020).

## Биография
Родился 19 августа 1965 года в селе Хндзристан Аскеранского района Нагорно-Карабахской автономной области Азербайджанской ССР.
В 1983 году поступил на исторический факультет Степанакертского педагогического института.
В 1984—1986 годах служил в рядах Советской Армии.
В 1990 году с отличием окончил исторический факультет Степанакертского отделения Кироваканского педагогического института.
В 1991—1992 годах преподавал в Хндзристанской средней школе. В тот же период участвовал также в формировании сил самообороны села.

### Политическая карьера
- Декабрь 1992 — сентябрь 1993 — старший референт комиссии по внешним сношениям Верховного совета НКР 1-го созыва.
- Сентябрь 1993 — январь 1995 — помощник председателя Верховного совета непризнанной НКР.
- 1995—1998 годы — руководитель отдела Диаспоры и двусторонних отношений.
- 1998 год — начальник политического отдела Министерства иностранных дел НКР, затем назначен заместителем министра иностранных дел НКР.
- 2000 год — сопредседатель, затем председатель общественно-политической организации НКР Союз «Демократический Арцах» (СДА).
- 2002—2004 годы — министр иностранных дел НКР.
- 2004—2005 годы — министр образования, культуры и спорта НКР.
- 2005 год — СДА был реорганизован в «Демократическую партию Арцаха», пост председателя которой ныне занимает Гулян. Партия одержала уверенную победу на состоявшихся 19 июня парламентских выборах и заняла 12 мест в новом карабахском парламенте.
- 2010 год — был избран депутатом Национального собрания НКР 5-го созыва по мажоритарной системе, от избирательного округа № 7.
- 2015 год — был избран депутатом Национального собрания НКР 6-го созыва по пропорциональной системе. 21 мая 2015 года на первом заседании Национального собрания НКР был переизбран председателем Национального собрания НКР.

Имеет дипломатический ранг чрезвычайного и полномочного посла. Является членом парламентской фракции «Демократия».

## Награды
- Награждён орденом НКР «Григор Лусаворич» (1 сентября 2008)